# Ingrid Hallman
Ingrid Birgitta Hallman, född 26 oktober 1874 i Trollhättans församling, Älvsborgs län, död 11 april 1934 i Eskilstuna Klosters församling, Södermanlands län, var en svensk folkskollärare och rösträttsaktivist. 
Hon var verksam i kampanjen för införandet av kvinnlig rösträtt i Sverige och ordförande för Föreningen för kvinnans politiska rösträtt i Eskilstuna 1913–1919. 